# Mel Jarnson
Melanie Jarnson, dit Mel Jarnson, est une actrice australienne de cinéma et de télévision née 1er février 1998 à Bangkok (en Thaïlande) également connue sous le nom de Melanie Jarnson,,.

## Biographie
Melanie est à moitié thaïlandaise et à moitié australienne. Elle a commencé sa carrière à la télévision dans la série australienne Harrow (2019), suivie d'un court métrage intitulé Pretty Boy (2020). Elle se fait connaitre en participant à la série Between Two Worlds (2020) dans le rôle de Georgia König,, et apparait dans le film Mortal Kombat (2021) dans le rôle de Nitara,,.

## Filmographie
Sauf indication contraire, les informations mentionnées dans cette section peuvent être confirmées par les bases de données cinématographiques IMDb et Allociné,  présentes dans la section « Liens externes ».
- 2018 : And again, her : Ella
- 2020 : Pretty Boy : Tara
- 2020 : Between Two Worlds : Georgia König
- 2021 : Mortal Kombat : Nitara
- 2022 : Blacklight (film) : Sofia Flores
- 2024 : Witchboard de Chuck Russell